# فرانكلين فيسنتي
فرانكلين فيسنتي (12 يونيو 1989 بساو باولو في البرازيل - ) هو لاعب كرة قدم برازيلي في مركز الهجوم. لعب مع نادي أولمبيا ليوبليانا ونادي تساليه ونادي غوريتسا ونادي فيغورينسي ونادي تومبينس وإف سي بانكوك ونادي ساو بينتو الرياضي.

## وصلات خارجية
- فرانكلين فيسنتي على موقع قاعدة بيانات كرة القدم.إي يو (الإنجليزية)
- فرانكلين فيسنتي على موقع Soccerway.com (الإنجليزية)